# Walka Robotnicza
Walka Robotnicza (fr. Lutte Ouvrière, LO) – nazwa zwyczajowa, pod którą występuje Związek Komunistów (trockiści) (fr. Union communiste (trotskyste)) – francuska partia trockistowska, założona w 1939. Walka Robotnicza, z powodu której grupa jest znana, to nazwa wydawanego przez Związek tygodnika kolportowanego głównie wśród wielkoprzemysłowej klasy robotniczej francuskich zakładów przemysłowych.
Założycielem i prawdziwym liderem Związku był Robert Barcia (Hardy). Związek na szczeblu międzynarodowym jest członkiem Związku Komunistów-Internacjonalistów (ang. Internationalist Communist Union; fr. Union communiste internationaliste). Lutte ouvrière nigdy nie uczestniczyła w koalicji rządzącej.
Emblematycznym rzecznikiem Lutte ouvrière w latach 1973–2008 była Arlette Laguiller, która od wyborów w 1974 była stałą kandydatką Związku na urząd prezydenta. Laguiller początkowo osiągała poparcie w wysokości około 2%, ale w ostatnich dwóch wyborach (1995, 2002) zdobywała około 5–6% oddanych głosów. W wyborach w 2007 roku otrzymała najniższą dotychczas liczbę głosów, 1,33%.
W grudniu 2008 roku rzecznikiem partii została Nathalie Arthaud. 
W wyborach prezydenckich w 2022 roku Nathalie Arthaud uzyskała 0,56%, zajmując ostatnie 12. miejsce. 